# جيمس فورستر
جيمس فورستر (3 سبتمبر 1989 بكندا - ) هو لاعب كرة سلة فلبيني في مركز مدافع مسدد الهدف. لعب مع بارانجي جينبرا سان ميغيل.

## وصلات خارجية
- جيمس فورستر على موقع كرة السلة الأوروبية.كوم (الإنجليزية)
- جيمس فورستر على موقع ريلجم (الإنجليزية)
- جيمس فورستر على موقع بروبوليرز (الإنجليزية)